# Solanum discolor
Solanum discolor är en potatisväxtart som beskrevs av Robert Brown. Solanum discolor ingår i släktet skattor som ingår i familjen potatisväxter. Inga underarter finns listade i Catalogue of Life.